# Roodborstdwerguil
De roodborstdwerguil (Glaucidium tephronotum) is een vogel uit de familie van de uilen.

## Verspreiding en leefgebied
Deze soort komt voor in westelijk en centraal Afrika en telt drie ondersoorten:
- G. t. tephronotum: Liberia, Ivoorkust en Ghana.
- G. t. pycrafti: Kameroen.
- G. t. medje: van Gabon en Congo-Kinshasa tot zuidwestelijk Oeganda, Rwanda, Burundi, oostelijk Oeganda en westelijk Kenia.